# Олімпійський рекорд
Олімпійський рекорд — рекорд у певних видах спорту, який встановлений безпосередньо на фінальних змаганнях олімпійських ігор. Спортсменів, які встановили олімпійські рекорди називають олімпійськими рекордсменами.
Олімпійські рекорди зазвичай нижчі від світових рекордів, оскільки можуть поновлюватися лише раз у чотири роки.